# رومان شيشكين
رومان شيشكين (بالروسية: Роман Александрович Шишкин)‏ (Roman Aleksandrovich Shishkin) (27 يناير 1987 في فارونيش في روسيا – )؛ هو لاعب كرة قدم كان يلعب كمدافع. يلعب مع منتخب روسيا لكرة القدم منذ عام 2007.

## وصلات خارجية
- رومان شيشكين على موقع الاتحاد الأوربي (الإنجليزية)
- رومان شيشكين على موقع قاعدة بيانات كرة القدم.إي يو (الإنجليزية)
- رومان شيشكين على موقع ناشيونال فوتبول تيمز (الإنجليزية)
- رومان شيشكين على موقع Soccerway.com (الإنجليزية)
- رومان شيشكين على موقع عالم كرة القدم.نت (الإنجليزية)
- رومان شيشكين على موقع AS.com (الإسبانية)